# Mihai Dumitrașcu
Mihai Dumitrașcu (* 3. Januar 1970 in Ploiești) ist ein ehemaliger rumänischer Bobfahrer.
Er nahm 1994 zum ersten Mal an den Olympischen Winterspielen teil. In Lillehammer war er Anschieber des rumänischen Viererbobs und erreichte mit Marian Chițescu, Iulian Păcioianu und Pilot Florin Enache den 23. Platz. Mit Enache fuhr Dumitrașcu auch den Zweierbob, mit dem die beiden auf dem 30. Rang landeten.
Bei den Olympischen Winterspielen 1998 in Nagano waren die Rumänen mit den identischen Bobbesetzungen wie vier Jahre zuvor unterwegs und erreichten den 27. (Viererbob) respektive 26. Platz (Zweierbob). Bei der Olympischen Schlussfeier in Japan war Dumitrașcu Fahnenträger der rumänischen Delegation. 2001 beendete er seine aktive Laufbahn.
Nach seiner Sportkarriere studierte Dumitrașcu Veterinärmedizin und wurde Tierarzt in einem Zoo. Ein Angebot des rumänischen Verbands, Bobtrainer zu werden, lehnte er ab.